# Нартова-Бочавер, Софья Кимовна
Со́фья Ки́мовна На́ртова-Бочаве́р (род. 1961) — российский психолог.

## Биография
В 1978 с золотой медалью окончила школу, в 1984 году окончила с отличием факультет психологии МГУ, квалификация «психолог, преподаватель психологии». С 1985 по 1998 год — психолог в Отделе организации труда Московского авиационного института им. С. Орджоникидзе, с 1988 по 1992 год — аспирантка Института психологии Академии наук. Окончила аспирантуру Института психологии Академии наук СССР, защитив диссертацию «Ситуация достижения как фактор изменения готовности к помощи».
С 1992 по 1999 год работала старшим, ведущим научным сотрудником Института детства Российского детского фонда, далее — доцент Московского педагогического государственного университета; в 2005 году в Институте психологии РАН защитила диссертацию по теме «Психологическая суверенность личности: генезис и проявления».
С 2005 по 2016 год — профессор Московского городского психолого-педагогического университета на факультете клинической и специальной психологии. С 2016 по настоящее время — профессор департамента психологии НИУ ВШЭ.
Замужем, двое детей — кандидаты психологических наук А. А. Бочавер и К. А. Бочавер. Автор более 220 публикаций, в том числе книг по детской и семейной психологии, а также дифференциальной психологии; имеет много англоязычных публикаций в авторитетных журналах. Один из первых в России исследователей психологии жизненных сред (природной, домашней, офисной) и психологии морали (моральных мотивов, веры в справедливый мир, чувствительности к справедливости, благодарности и прощения). Разработаны авторские курсы, посвященные психологии среды и психологии морали. Вносит большой вклад в интеграцию зарубежных и отечественных научных школ и направлений и международное сотрудничество исследователей в области психологии.
Член диссертационных советов при НИУ ВШЭ и ИП РАН. Член редколлегии журнала «Клиническая и специальная психология», член экспертного совета журнала «Вестник СПбГУ». Среди её разработок: субъектно-средовой подход к пониманию личности (2005), теория психологической суверенности (2005), концепция дружественности домашней среды (2014).

## Избранная библиография[1]
- Софья Кимовна Нартова-Бочавер. Психология личности и межличностных отношений. — М.: ЭКСМО, 2000.
- Софья Кимовна Нартова-Бочавер. Психологическое пространство личности. Монография. — М.: Прометей, 2005.
- Софья Кимовна Нартова-Бочавер, А. В. Потапова. Введение в психологию развития: Учебное пособие. — М.: Флинта: МПСИ, 2008.
- Софья Кимовна Нартова-Бочавер. Дифференциальная психология. — М.: Флинта: МПСИ, 2008.
- Софья Кимовна Нартова-Бочавер. Человек суверенный: опыт психологического исследования субъекта в его бытии. Монография. — М.: Питер, 2008.
- С. К. Нартова-Бочавер, М. И. Несмеянова, Н. В. Малярова, Е. А. Мухортова. Ребенок в карусели развода. — М.: Дрофа, 2001.
- С. К. Нартова-Бочавер, Г. К. Кислица, А. В. Потапова. 140 вопросов семейному психологу. — М.: Генезис, 2002.
- С. К. Нартова-Бочавер, М. И. Несмеянова, Н. В. Малярова, Е. А. Мухортова. Чей я - мамин или папин? — М.: МЦНМО, 1995.
- С. К. Нартова-Бочавер, К. А. Бочавер, С. Ю. Бочавер. Жизненное пространство семьи. Объединение и разделение. — М.: Генезис, 2011.